# Чиаки Минамијама
Чиаки Минамијама (јап. 南山 千明; 16. октобар 1985) јапанска је фудбалерка.

## Репрезентација
За репрезентацију Јапана дебитовала је 2010. године. За тај тим одиграла је 4 утакмице и постигла је 2 гола.

## Статистика
| Јапан  | Јапан | Јапан |
| Год.   | Ута.  | Гол.  |
| ------ | ----- | ----- |
| 2010   | 4     | 2     |
| Укупно | 4     | 2     |